# Zbigniew Rychlicki
Zbigniew Rychlicki (17 janvier 1922 - 10 septembre 1989) est un illustrateur polonais de littérature d'enfance et de jeunesse.
Il a illustré de nombreux livres, tels que Les Voyages de Gulliver de Jonathan Swift, L'Île mystérieuse de Jules Verne, et des romans pour enfants polonais de 
Pour un journal polonais, il crée les personnages de Miś Uszatek, une série d'animation télévisée des années 1970 réalisée par le studio Se-ma-for.
Il a reçu le prix Hans-Christian-Andersen en 1982, le prix de l'IBBY.

## Œuvres illustrées parues en français
- Halina Pietrusienicz, Grison et Nicolas, La Farandole, 1965.
- Czesław Janczarki, Les Aventures de Peluchon, Hatier, 1970.